# 桑旺莱阿尔
桑旺莱阿尔（法語：Senven-Léhart，法語發音：[sɛ̃vɛ̃ leaʁ]）是法国阿摩尔滨海省的一个市镇，位于该省中部偏西，属于甘冈区和甘冈城市圈。

## 地理
桑旺莱阿尔（48°25'30"N, 3°4'9"W）面积12.5 平方千米，位于法国布列塔尼大區阿摩尔滨海省，该省份为法国西北部沿海省份，位于布列塔尼半岛北部，北濒大西洋英吉利海峡，西接菲尼斯泰尔省，南至莫尔比昂省，东临伊勒-维莱讷省。
与桑旺莱阿尔接壤的市镇（或旧市镇、城区）包括：圣科南、普莱西迪、圣菲亚克、圣吉尔达。
桑旺莱阿尔的时区为UTC+01:00、UTC+02:00（夏令时）。

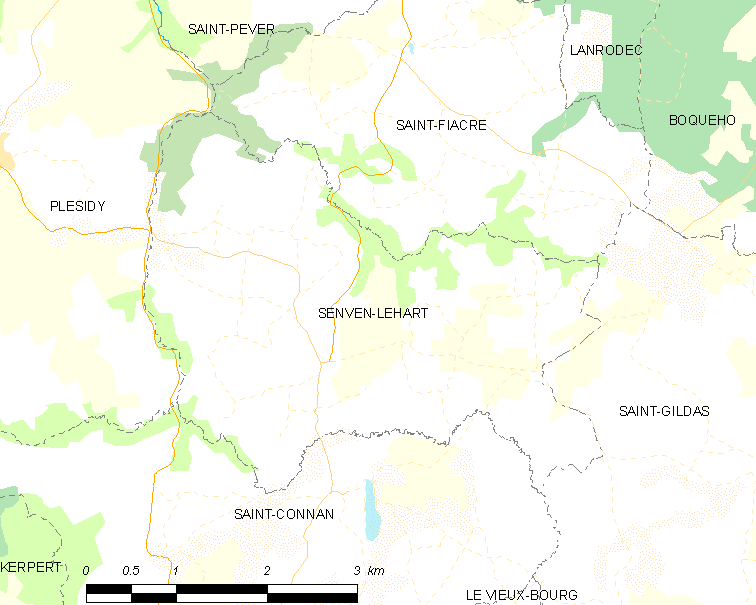
桑旺莱阿尔的OSM定位图

## 行政
桑旺莱阿尔的邮政编码为22720，INSEE市镇编码为22335。

## 政治
桑旺莱阿尔所属的省级选区为卡拉克县。

## 人口

1962-2008年间桑旺莱阿尔人口变化图示

桑旺莱阿尔于2022年1月1日时的人口数量为241人。